# Kasha Nabagesera
Kasha Jacqueline Nabagesera (também conhecida como Jacqueline Kasha) é uma ativista de direitos LGBT de Uganda. Ela é a fundadora e diretora-executiva de uma organização de direitos LGBT chamada Freedom & Roam Uganda (FARUG) e, em 2011, ganhou o Prêmio Martin Ennals para Defensores de Direitos Humanos.

## Vida
Kasha fez uma campanha pública pelo fim da homofobia em Uganda, onde a homossexualidade é ilegal. Em 2011, o jornal ugandense Rolling Stone publicou fotos e nomes de gays, com a machete "Enforquem-nos". Entre os nomes e as fotos estavam Nabagesera e seu colega David Kato. Os dois processaram o tabloide e, com isso, criaram uma referência para a defesa dos direitos humanos em Uganda. Nabagesera diz que a precedência judicial foi uma tentativa de "proteger a privacidade e segurança que todos temos contra incitações à violência".
Depois da publicação, Kato foi assassinado. Nabagesera continuou sua luta pelos direitos gays em Uganda. Com a FARUG, ela lutou para descriminalizar a homossexualidade em Uganda, mas a lei antigay foi aprovada em 2014 pelo presidente Yoweri Museveni, determina um mínimo de 14 anos de prisão a quem mantiver relações sexuais com pessoas do mesmo sexo - podendo chegar à perpétua. Após a aprovação da lei, um outro tabloide ugandense, Red Pepper, publicou uma lista semelhante, mais uma vez com o nome de Kasha.

Em 2010, Nabagesera abriu o primeiro bar somente para gays em Uganda, chamado Sappho Islands, no subúrbio de Kampala. O bar fechou em 2011.
"Estou cheia de raiva, mas não vou pegar uma arma e lutar. Vou usar minhas palavras para destruir o sistema de opressão."

## Prêmios
Em maio de 2011, foi anunciado que Nabagesera ganhou o Prêmio Martin Ennals Para Defensores de Direitos Humanos. Ela recebeu o prêmio em Genebra em 13 de outubro de 2011, sendo a primeira ativista de direitos gays a vencê-lo. Segundo Michelle Kagari, da Anistia Internacional, "o prêmio reconhece a tremenda coragem de Nabagesera diante da discriminação e violência contra a comunidade LGBT em Uganda. Sua paixão por promover igualdade e seu trabalho incansável para terminar com um ambiente terrível de medo é uma inspiração para ativistas LGBT no mundo todo.